# T. V. Soong
Soong Tse-ven (T. V. Soong) ou Soong Tzu-wen (chinois : 宋子文 ; pinyin : Sòng Zǐwén ; 1894–1971), prénom anglais Paul, fut un homme politique et un homme d’affaires chinois, membre de l’influente famille Soong et beau-frère de Sun Yat-sen, Tchang Kaï-chek et H. H. Kung. Il occupa les fonctions de premier ministre (1945-1947), de ministre des Finances (1928-1931, 1932-1933) et de ministre des Affaires étrangères (1942-1945) de la république de Chine.

## Biographie
Il naquit à Shanghai de Charles Soong et Ni Kwei-tseng dans une fratrie de cinq enfants : Ai-ling, Qingling et May-ling (sœurs), Ziliang 子良 (1903-1983) et Zi'an 子安 (1906-1969) (frères). Diplômé de l’Université St John de Shanghai, il fut envoyé à Harvard où il obtint en 1915 un master d’économie, puis à l’université Columbia où il reçut un doctorat de philosophie. Durant ses études à Columbia, il fit un stage à la Citibank. De retour en Chine en 1917, il devint homme d’affaires et exerça également des fonctions officielles : directeur (1924-1925) puis gouverneur (1932-1933) de la Banque centrale de la république de Chine, ministre des Finances (1928–1931, 1932–1933); ministre des Affaires étrangères (décembre 1941–1945) et président du Yuan exécutif (1945–1947), entre autres. Il fut chef de la délégation chinoise à la Conférence de San Francisco en avril 1945.
Il contribua au financement des Tigres volants durant la Seconde Guerre mondiale en inscrivant le Général Chennault sur la liste des employés de la Banque de Chine. 
Après la prise de pouvoir par les communistes, il s’installa à San Francisco où il resta actif au sein du lobby chinois.

## Source
- (en) David Halberstam, The Coldest Winter : America and the Korean War, New York, Hyperion, 2007, 1re éd., 719 p. (ISBN 978-1-4013-0052-4, LCCN 2007001635)